# اوهاساما، ایواته
اوهاساما، ایواته (به لاتین: Ōhasama, Iwate) یک منطقهٔ مسکونی در ژاپن است که در ناحیه توهوکو واقع شده‌است. اوهاساما ۶٬۵۶۸ نفر جمعیت دارد.